# Trolejbusy w Tallinnie

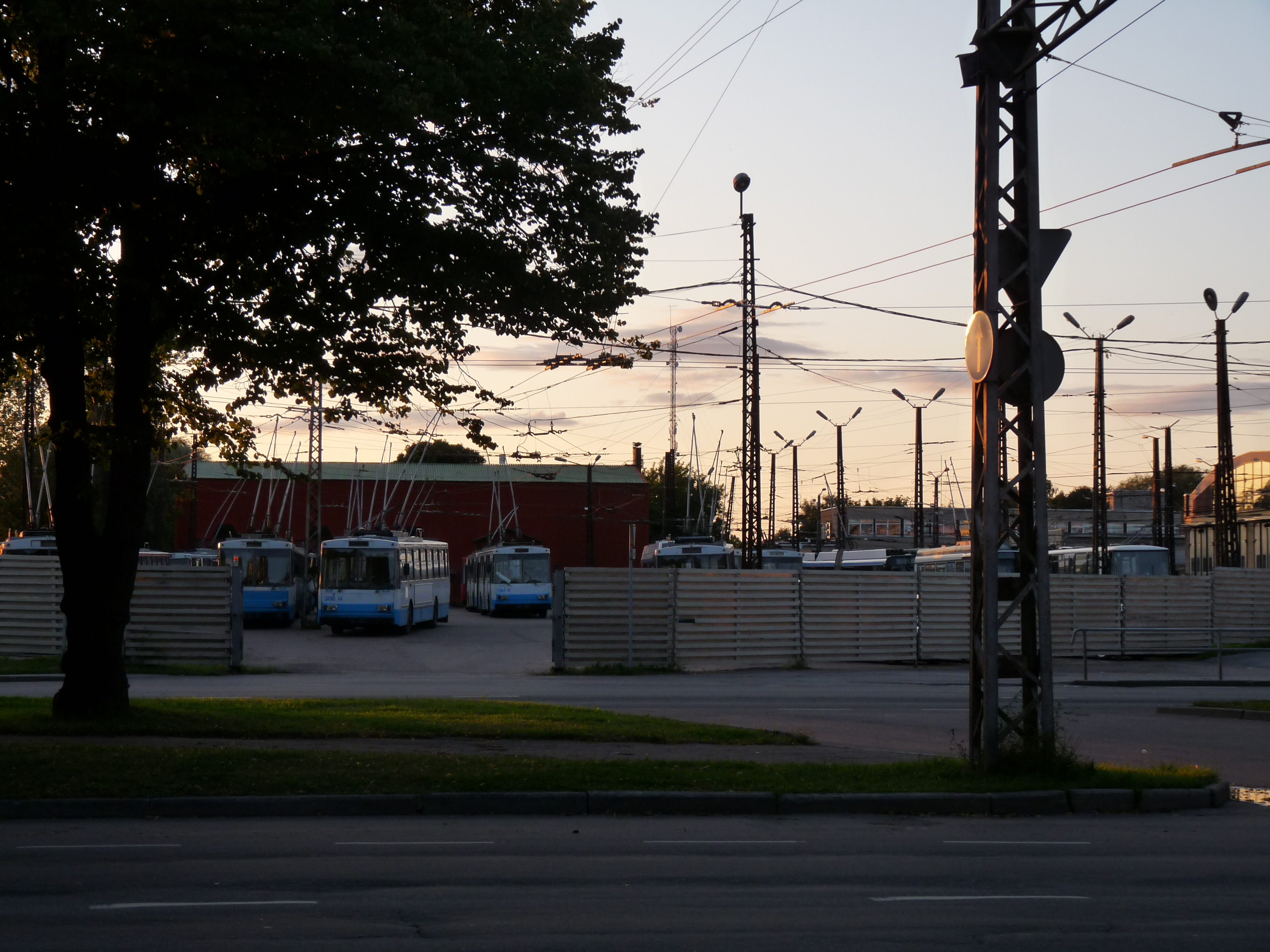
Zajezdnia trolejbusowa w Tallinnie

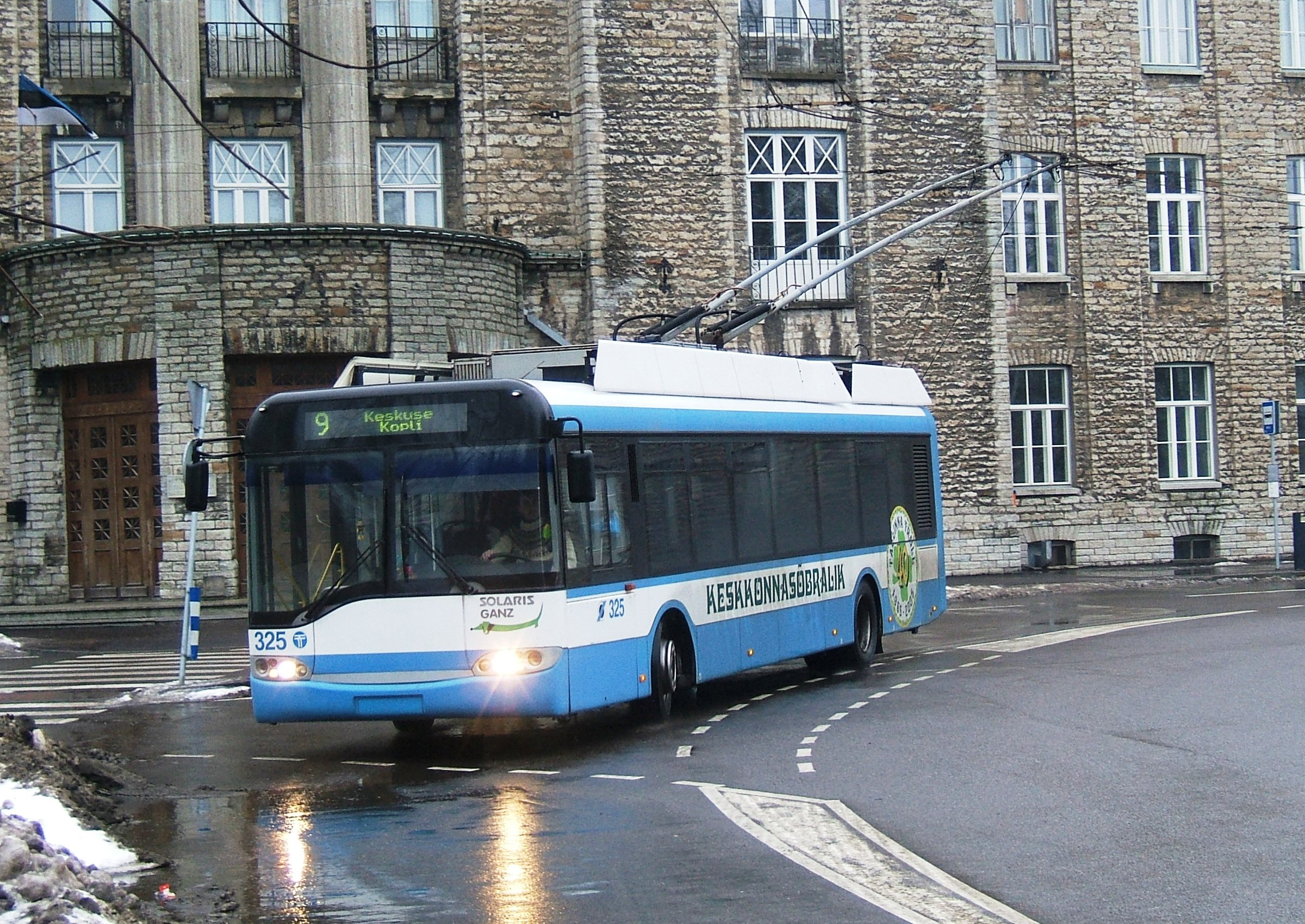
Trolejbus Solaris Trollino 12

Trolejbusy w Tallinnie – system komunikacji trolejbusowej działający w stolicy Estonii, Tallinnie.
Trolejbusy w Tallinnie uruchomiono 6 lipca 1965. Ze względu na wyeksploatowanie taboru i infrastruktury kursowanie trolejbusów zawieszono od 1 listopada 2024, zastępując je autobusami.

## Linie
Obecnie w Tallinnie istnieją 4 linie trolejbusowe:
| Numer linii | Trasa                 | Długość linii |
| ----------- | --------------------- | ------------- |
| 1           | Mustamäe – Kaubamaja  | 15,9 km       |
| 3           | Mustamäe – Kaubamaja  | 15,9 km       |
| 4           | Keskuse – Balti jaam  | 14,3 km       |
| 5           | Mustamäe – Balti jaam | 13,9 km       |

## Tabor
Obecnie w eksploatacji znajduje się 51 trolejbusów:
| Typ                 | Liczba |
| ------------------- | ------ |
| Solaris Trollino 18 | 19     |
| Solaris Trollino 12 | 32     |